# Pride des banlieues
La pride des banlieues est une marche des fiertés annuelle organisée pour la première fois en 2019 à Saint-Denis pour défendre les droits LGBTQIA+ et qui porte également des revendications spécifiques telles que l'accès à la santé, au logement et la lutte contre le racisme en banlieue parisienne et notamment en Seine-Saint-Denis.

## Historique
La pride des banlieues est créée en 2019 et regroupe sous le slogan « la marche des fiertés en banlieue » 3 000 personnes d'après ses organisateurs et 1 000 selon le Huffington Post. Elle a pour objectif de mettre en avant les droits LGBTQIA+ en banlieue parisienne et notamment en Seine-Saint-Denis, ainsi que de montrer que contrairement à un discours répandu, les habitants des quartiers populaires ne sont pas plus hostiles à la communauté LGBT que le reste de la France.
Les revendications incluent notamment l'accès à la santé sexuelle et à la prophylaxie pré-exposition pour les personnes vivant en banlieue et notamment en Seine-Saint-Denis, et le combat intersectionnel contre le racisme et l'exclusion basée sur la pauvreté,. L'événement se déroule sans heurts et il est suivi d'une soirée de concerts à Saint-Denis.
En plus des questions de santé soulevées à la première édition, sa revendication principale est un meilleur accès au logement,. Certains membres organisateurs affirment également vouloir montrer qu'on peut être musulman et queer.
Les deux années qui suivent, l'événement est annulé en raison de la pandémie de Covid-19.
La Pride des banlieues est soutenue par la mairie de Saint-Denis en 2022 et attire des milliers de participants (10 000 selon le collectif organisateur). L'édition 2024 est organisée à La Courneuve : dans un contexte d'élections législatives anticipées, la Pride exprime un « soutien critique » au Nouveau Front populaire. Celle de 2025 est aussi organisée à La Courneuve, et a regroupé des milliers de personnes.

## Réception
Selon la sociologue et historienne Ilana Eloit, interrogée par Le Monde, l'organisation de plusieurs marches comme la Pride des banlieues, la Pride radicale et la Marche des fiertés organisée à Paris par l'Inter LGBT  est le signe d’un enrichissement et d’une diversification du mouvement, traversé par de nouvelles revendications.
Christine Le Doaré, militante féministe et lesbienne aux prises de position controversées,, critique dans Marianne la convergence des luttes revendiquée par la Pride des banlieues, estimant qu'elle met le combat contre les LGBTphobies au dernier plan. Elle critique également ce qu'elle perçoit comme une instrumentalisation politique des revendications LGBT à laquelle se prêteraient des militants qu'elle désigne comme « radicalisés », et qui, selon elle, au lieu de militer en faveur des personnes homosexuelles et des trans, les mettraient encore plus en danger.
Différents témoignages recueillis auprès des participants mettent en avant la Pride des Banlieues comme un évènement nécessaire pour la visibilité des queers de quartiers populaires et de leurs revendications,.
En octobre 2024, les propos du porte parole de la Pride des banlieues, Axel Ravier, font polémiques. Ce dernier affirme que l'homophobie doit être traitée différemment en banlieue par rapport à Paris, suggérant de ne pas reprendre les remarques homophobes pour mieux sensibiliser les jeunes. Cette approche a suscité des critiques, notamment de la part d'un groupe LGBT universaliste qui dénonce une relativisation de l'homophobie. La discussion soulève des tensions sur la manière d'aborder les questions de genre et d'orientation sexuelle en fonction du contexte socioculturel.